# Bitva u Malplaquet
Bitva u Malplaquet (11. září 1709) představuje nejkrvavější bitvu válek o španělské dědictví a zároveň i rozsahem největší v 18. století vůbec. Odehrála se u města Malplaquet poblíž belgických hranic, kde se francouzská vojska vedená maršály Villarsem a Boufflersem pokusila zastavit postup spojeneckých vojsk Evžena Savojského a vévody z Marlborough na Paříž. Hodnocení výsledku bitvy je sporné, obě strany ji prohlásily za své vítězství. Spojenci ovládli bojiště a přiměli Francouze k ústupu, ovšem utrpěli větší ztráty a museli se vzdát tažení na Paříž i nadějí na brzké ukončení války. Navíc obrovské ztráty nerovnoměrně rozprostřené mezi spojenci (bezkonkurenčně nejvíce utrpěl nizozemský sbor) poněkud nahlodaly pevnost jejich spojenectví a celkový masakr hodně vyděsil britské veřejné mínění. Nezanedbatelný je i fakt, že na francouzské straně bitva rozptýlila mýtus o neporazitelnosti tandemu Evžen-Marlborough. Ze strategického hlediska se tedy jednalo o jednoznačný úspěch Francie. Otázkou je také, nakolik ústup Francouzů vynucovala situace a nakolik se na něm podepsalo vážné zranění vrchního velitele francouzské armády, maršála Villarse.